# Jan Szwejda
Jan Szwejda (ur. 11 sierpnia 1905 w Wilkowiecku , zm. 17 lipca 1941 w Palmirach) – urzędnik skarbowy, podporucznik piechoty rezerwy Wojska Polskiego zamordowany podczas Zbrodni w Palmirach.

## Życiorys
Urodził się 11 sierpnia 1905 w Wilkowiecku, w rodzinie Marcina Antoniny z domu Płuska.
Na stopień podporucznika został mianowany ze starszeństwem z 1 stycznia 1932 i 380. lokatą w korpusie oficerów rezerwy piechoty. W 1934, jako oficer rezerwy pozostawał w ewidencji Powiatowej Komendy Uzupełnień Częstochowa. Posiadał przydział w rezerwie do 27 Pułku Piechoty w Częstochowie.
Od 1929 mieszkał w Warszawie gdzie był pracownikiem Ubezpieczalni Społecznej w Warszawie. W okresie tym studiował prawo na Uniwersytecie Józefa Piłsudskiego w Warszawie gdzie 14 października 1937 otrzymał tytuł magistra.
Był więźniem obozu Auschwitz z numerem 8341. 21 stycznia 1941 został osadzony w obozie koncentracyjnym Flossenbürg otrzymując nr 3143 . 17 lipca 1941 rozstrzelany przez niemieckich nazistów podczas akcji eliminacji polskiej inteligencji tzw. Zbrodni w Palmirach.